# Plancoët
Plancoët (tiếng Breton: Plangoed, Gallo: Plancoét) là một commune in the Côtes-d'Armor department in Bretagne in northwestern Pháp.

## Dân số
Người dân ở Plancoët được gọi là Plancoëtins.